# Джек, Уильям
Уильям Джек (англ. William Jack; 1795—1822) — шотландский ботаник.

## Биография
Уильям Джек родился 29 января 1795 года в городе Абердин в семье главы города Уильяма Джека. С 12 лет учился греческому языку в Кингс-колледже. В 1811 году Джек окончил колледж со степенью магистра, в октябре переехал в Лондон. В 1813 году Уильям отправился в качестве хирурга на одном из кораблей Ост-Индской компании в Азию. В июле 1818 года Уильям посетил Н. Валлиха в Ботаническом саду неподалёку от Калькутты. В ноябре того же года ботаник решил отправиться на Суматру вместе с Стэмфордом Раффлзом. В 1821 году Джек был избран членом Географического общества.
Последнее письмо Джека, дошедшее до его родителей в Шотландии, датируется 21 апреля 1822 года. Согласно письму Раффлза Питеру Оберу, утром 15 сентября 1822 года Уильям Джек умер на корабле после визита на остров Ява. Родителям Джека о смерти сына сообщил Натаниэл Валлих.
Основная часть гербарных образцов Уильяма Джека не была доставлена в Европу, так как была уничтожена во время пожара. Несколько дубликатов были получены Натаниэлом Валлихом, в настоящее время они хранятся в нескольких гербариях Европы.

## Некоторые научные работы
- Jack, W. (1820—1822). Descriptions of Malayan plants

## Роды растений, названные в честь У. Джека
- Jackia Spreng., 1826, nom. illeg. [syn.  Eriolaena DC., 1823]
- Jackia Wall., 1824, nom. illeg. [syn.  Jackiopsis Ridsdale, 1979, nom. nov.]
- Jakkia Blume, 1823 [syn.  Xanthophyllum Roxb., 1820, nom. cons.]